# Corinne Abraham
Corinne Abraham (5 de noviembre de 1977) es una deportista británica que compitió en triatlón. Ganó dos medallas en el Campeonato Europeo de Ironman en los años 2012 y 2014.

## Palmarés internacional
| Campeonato Europeo | Campeonato Europeo   | Campeonato Europeo | Campeonato Europeo |
| Año                | Lugar                | Medalla            | Prueba             |
| ------------------ | -------------------- | ------------------ | ------------------ |
| 2012               | Fráncfort (Alemania) | Medalla de bronce  | Individual         |
| 2014               | Fráncfort (Alemania) | Medalla de oro     | Individual         |